# Contrabbando

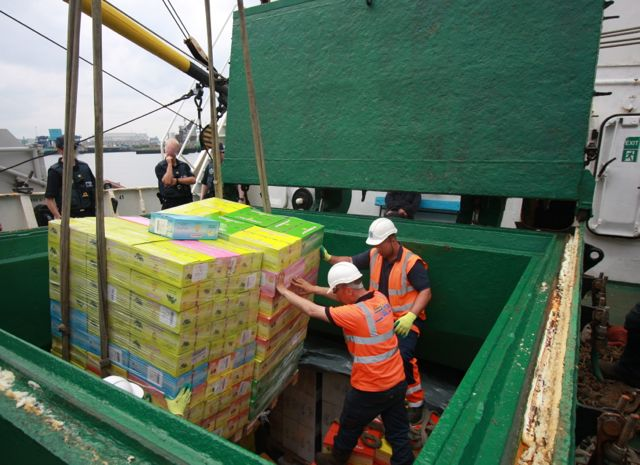
Funzionari britannici dell'HM Revenue and Customs con sequestro di tabacco di contrabbando, 2014.

Il contrabbando è il traffico clandestino di beni tra diversi Paesi, al fine di approvvigionare detti beni senza pagare il dazio che un Paese impone su di essi, oppure di procurarsene laddove il Paese ne proibisca o contingenti il commercio.
Il contrabbando è illegale in numerosissimi ordinamenti giuridici in quanto sottrae risorse alle finanze pubbliche e introduce un elemento di concorrenza sleale nei confronti del commercio. Può inoltre rappresentare un pericolo laddove oggetto di contrabbando siano alimentari o altri prodotti che non passino tramite i canali ufficiali di importazione attraverso i quali possa essere certificata la propria idoneità sanitaria e di sicurezza. A contrasto del fenomeno di contrabbando sono istituiti controlli di confine ed esistono leggi che prevedono sanzioni sia amministrative che penali.
Le merci oggetto di contrabbando possono essere, per esempio, beni di consumo (sigarette, alcoolici, vestiario), beni strategici (armi, materie prime, pesticidi), droghe (farmaci, oppiacei, cocaina, hashish), animali rari, opere d'arte, beni archeologici provenienti da furti o scavi illegali.

## Storia

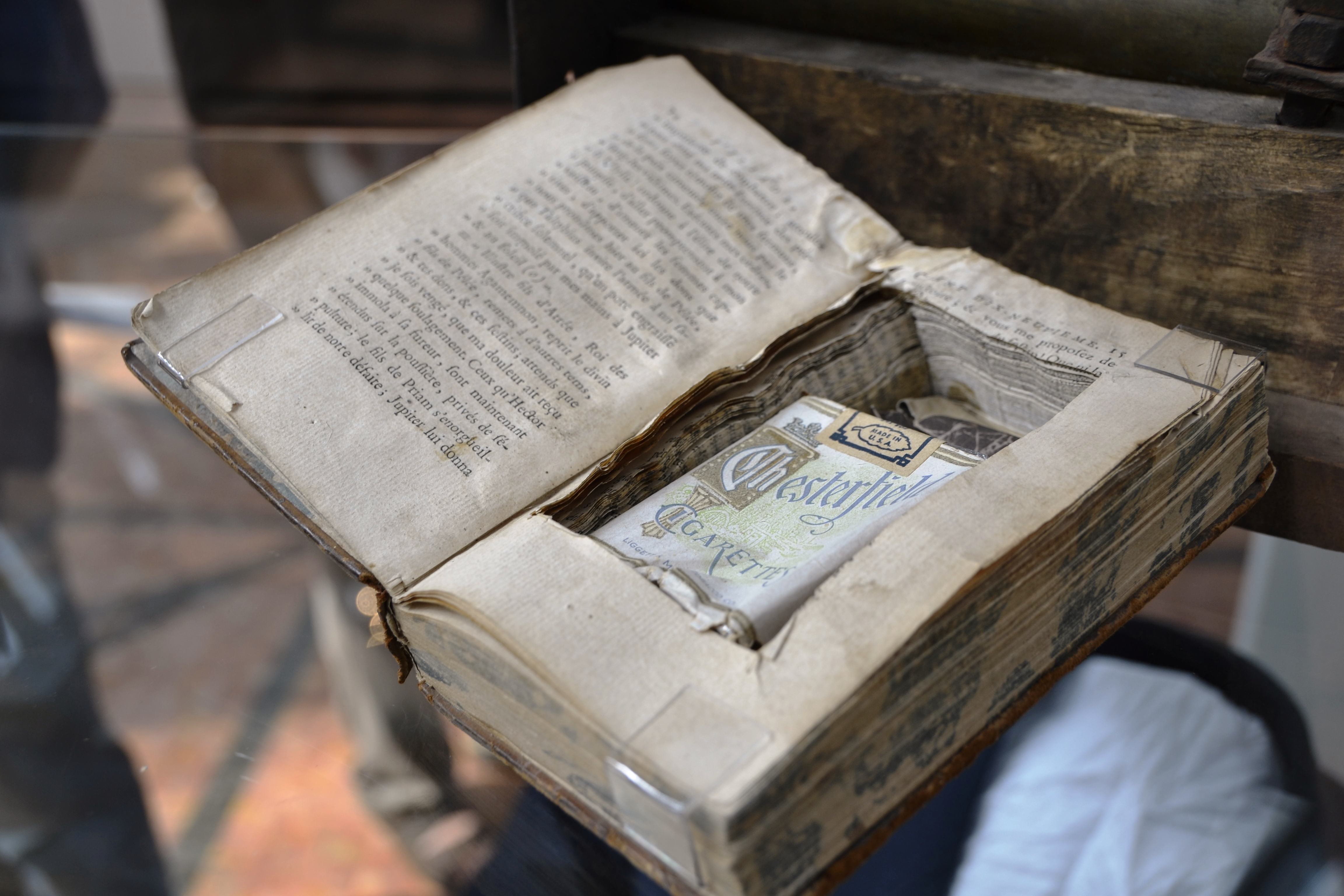
Un libro con sigarette nascoste.

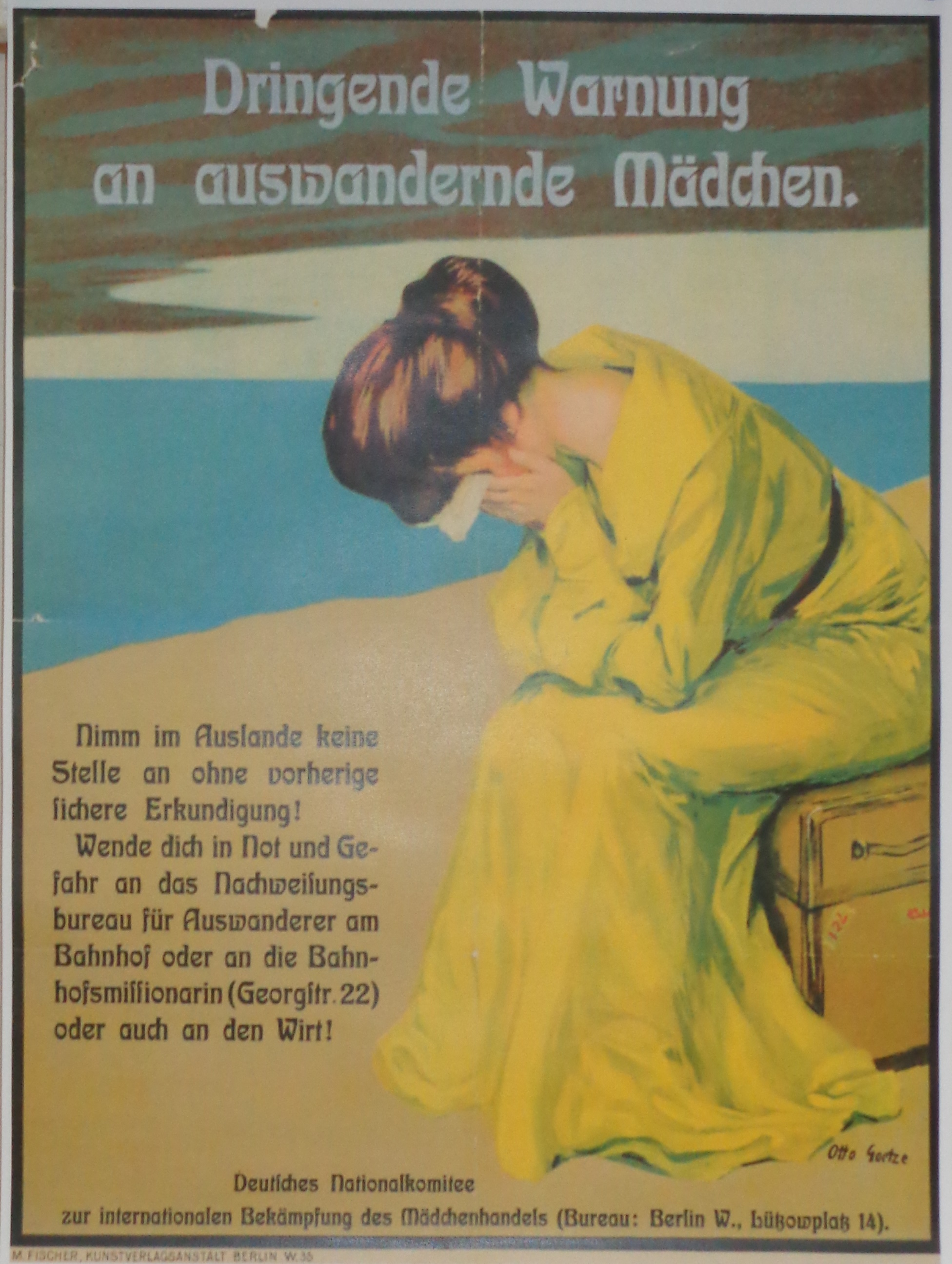
Un poster che avverte le donne e le ragazze tedesche del pericolo della tratta di esseri umani negli Stati Uniti (1900 circa).

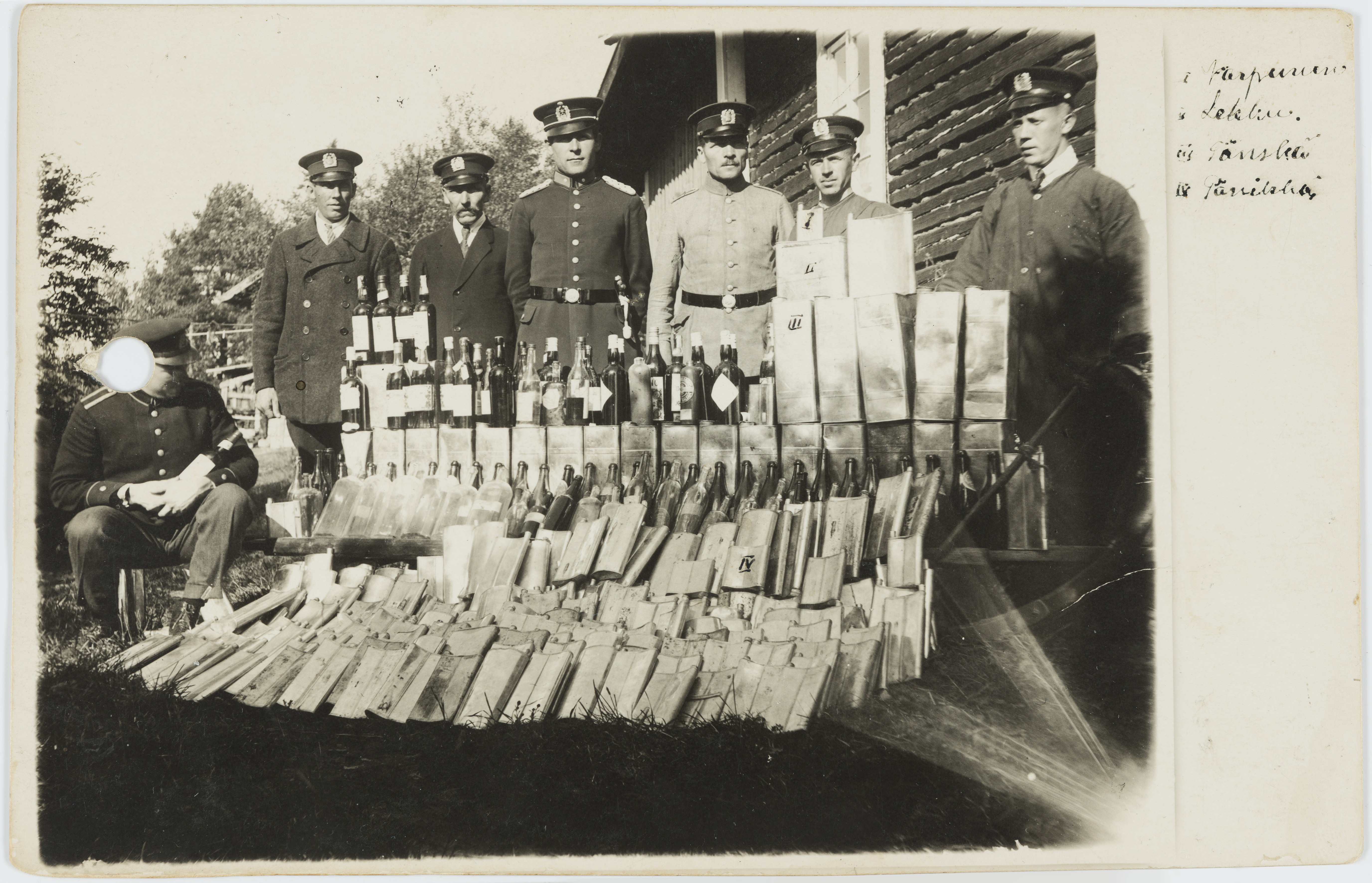
Bottiglie di alcolici sequestrate a contrabbandieri durante il periodo del proibizionismo.

Il contrabbando ha una storia lunga e controversa, probabilmente risalente alla prima volta in cui furono imposti dazi in qualsiasi forma, o si tentò di vietare una forma di traffico. Il contrabbando è spesso associato agli sforzi delle autorità volti a impedire l'importazione di determinati articoli di contrabbando o di beni non tassati; tuttavia, si è verificato anche un contrabbando basato sull'esportazione illegale di merci. In Inghilterra il contrabbando divenne un problema riconosciuto per la prima volta nel XIII secolo, in seguito alla creazione di un sistema di riscossione doganale nazionale da parte di Edoardo I nel 1275. Il contrabbando medievale tendeva a concentrarsi sull'esportazione di beni di esportazione altamente tassati, in particolare lana e pelli. I commercianti, tuttavia, a volte contrabbandavano anche altre merci per eludere divieti o embarghi su particolari traffici. Di solito era vietata l’esportazione del grano, ad esempio, a meno che i prezzi non fossero bassi, a causa del timore che le esportazioni di grano avrebbero aumentato il prezzo del cibo in Inghilterra e quindi causato penuria di cibo e/o disordini civili. Dopo la perdita della Guascogna da parte dei francesi nel 1453, anche le importazioni di vino furono talvolta poste sotto embargo durante le guerre per cercare di privare i francesi delle entrate che potevano essere guadagnate dalla loro principale esportazione.
La maggior parte degli studi sul contrabbando storico si basano su fonti ufficiali, come atti giudiziari o lettere di funzionari delle entrate. Un accademico dell'Università di Bristol afferma che non vanno a buon fine solo le attività di coloro "abbastanza stupidi da essere scoperti". Ciò ha portato lui e altri, come il Prof. H. V. Bowen dell'Università di Swansea, a utilizzare documenti commerciali per ricostruire le attività di contrabbando. Lo studio di Jones si concentra sul contrabbando a Bristol nella metà del XVI secolo, sostenendo che l'esportazione illecita di beni come grano e cuoio rappresentava una parte significativa degli affari della città, con molti membri dell'élite civica coinvolti in essa, sia mediante trasporto mascherato/nascosto o descrizione errata della merce. È stato dimostrato anche il contrabbando di grano da parte di membri dell'élite civica, che spesso lavoravano a stretto contatto con funzionari doganali corrotti, era prevalente nell'East Anglia durante la fine del XVI secolo.

In Inghilterra la lana veniva contrabbandata nel continente nel XVII secolo, sotto la pressione delle elevate accise. Nel 1724 Daniel Defoe scrisse di Lymington, Hampshire, sulla costa meridionale dell'Inghilterra
Non trovo che abbiano alcun commercio estero, eccetto quello che noi chiamiamo contrabbando e furto; che posso dire, è il commercio dominante di tutta questa parte della costa inglese, dalla foce del Tamigi fino al Land's End in Cornovaglia. 
Le elevate aliquote di dazio imposte sul tè, ma anche sul vino, sugli alcolici e su altri beni di lusso provenienti dall'Europa continentale in quel periodo resero l'importazione clandestina di tali beni e l'evasione del dazio un'impresa altamente redditizia per pescatori e marittimi poveri. In alcune parti del paese come Romney Marsh, East Kent, Cornovaglia e East Cleveland, l'industria del contrabbando era per molte comunità economicamente più significativa delle attività legali come l'agricoltura e la pesca. La ragione principale dell’imposta elevata era la necessità per il governo di finanziare una serie di guerre estremamente costose con la Francia e gli Stati Uniti. Prima dell'era del contrabbando di droga e del traffico di esseri umani, il contrabbando aveva acquisito una sorta di romanticismo nostalgico, sulla scia di Kidnapped di Robert Louis Stevenson:
Pochi posti sulla costa britannica non affermavano di essere il ritrovo di sabotatori o pirati. Il furto fu vantato e romanticizzato fino a sembrare una sorta di eroismo. Non aveva alcuna traccia di criminalità e tutta la costa meridionale aveva sacche in competizione tra loro per stabilire quali contrabbandieri fossero i più oscuri o i più audaci. The Smugglers Inn era uno dei nomi più comuni per un bar sulla costa. 
Nel Nord America, il contrabbando in epoca coloniale era una reazione alle pesanti tasse e alle normative imposte dalle politiche commerciali mercantiliste. Dopo l'indipendenza americana nel 1783, il contrabbando si sviluppò ai margini degli Stati Uniti in luoghi come Passamaquoddy Bay, St. Mary's in Georgia, Lake Champlain e Louisiana. Durante l'embargo di Thomas Jefferson del 1807-1809, questi stessi luoghi divennero i principali luoghi in cui le merci venivano contrabbandate fuori dalla nazione in violazione della legge. Come nel caso della Gran Bretagna, una graduale liberalizzazione delle leggi commerciali nell’ambito del movimento per il libero scambio ha significato una riduzione del contrabbando. nel 1907 il presidente Theodore Roosevelt cercò di ridurre il contrabbando istituendo la "riserva Roosevelt" lungo il confine tra Stati Uniti e Messico. Il contrabbando riprese negli anni '20 durante il proibizionismo, e il contrabbando di droga divenne un grosso problema dopo il 1970. Negli anni '90, quando furono imposte sanzioni economiche alla Serbia, un'ampia percentuale della popolazione viveva di contrabbando di benzina e beni di consumo da paesi confinanti. Lo Stato ha permesso ufficiosamente che ciò continuasse, altrimenti l’intera economia sarebbe crollata.
Nei tempi moderni, mentre molti paesi del primo mondo hanno lottato per contenere un crescente afflusso di immigrati, il traffico di persone attraverso i confini nazionali è diventato un’attività extra-legale redditizia, così come il lato estremamente oscuro, il traffico di esseri umani, soprattutto di donne che possono essere ridotte in schiavitù tipicamente come prostitute.

## Contrabbandieri del dazio
Fino a tempi recenti, le città erano circondate da cinte daziarie, che richiedevano, qualora si decidesse di passare con la merce, di dover prima pagare dazio. Questa era una consuetudine presente fin dal medioevo.
Per taluni beni, quali carburanti, sigarette e alcoolici, i dazi sono rimasti in vigore fino agli anni sessanta del secolo scorso. In ogni città era presente, quindi, un'attività di contrabbando delle merci, che aveva lo scopo di evadere il dazio. A Milano, ad esempio, i contrabbandieri erano noti come sfrosadùr.

## Contrabbando di sigarette

### Italia
Negli anni settanta del XX secolo il contrabbando di sigarette proveniente per la maggiore dalla Puglia, "punto di arrivo" di questa attività, raggiunse livelli da economia sommersa e coinvolgeva un gran numero di persone soprattutto nelle tre città cui facevano capo le rotte di ingresso nel paese: Napoli, Venezia, Genova. Tale economia era ampiamente tollerata in periodo di grave crisi economica dalle forze dell'ordine in nome dell'"ammortizzatore sociale" teso a prevenire crimini maggiori ad opera delle persone coinvolte nel traffico. Infatti le operazioni di scarico in città avvenivano sotto gli occhi di tutti e le imbarcazioni stesse erano impunemente ormeggiate nei porti (fuorché a Venezia, dove chiunque poteva ormeggiarle sotto casa). Tali imbarcazioni partivano generalmente di notte in gran numero contemporaneamente uscendo dalle acque territoriali dove le aspettavano navi carretta battenti bandiere ombra, e dopo aver caricato tornavano in città incorrendo spesso in controlli della Guardia di Finanza.
Tra la fine degli anni novanta e l'inizio degli anni duemila, gruppi di contrabbandieri legati alla Sacra Corona Unita praticarono attivamente il contrabbando di sigarette fra l'Italia e i paesi dei Balcani. In particolare nel brindisino, rendendo Brindisi la Marlboro City di quegli anni. Questo fenomeno criminoso ebbe talvolta risvolti tragici, come lo speronamento del 23 febbraio 2000 al chilometro 46 della Strada Statale 379, causando anche la morte di diversi membri delle forze dell'ordine e di civili di passaggio a causa di inseguimenti spericolati, che spesso terminavano con lo speronamento volontario delle auto delle forze dell'ordine da parte dei contrabbandieri, i quali disponevano di fuoristrada modificati con delle protezioni in ferro nella parte anteriore attrezzati a tale scopo.

### Romania
La Romania nel 2017 occupa il primo posto in Europa centrale e dell'est per traffico illegale di tabacchi. A marzo 2018 il mercato nero delle sigarette in Romania ha raggiunto il 17,2% del totale circolante +1,6% rispetto all'anno precedente. Secondo il sito stopcontrabanda, nel 2017 le autorità romene hanno sequestrato 150 milioni di sigarette illegali, solo il 3% di tutte quelle illegali circolanti. All'anno si perdono 3 miliardi di Lei causa contrabbando, sotto forma di accise mancate. La Romania ha 2.000 km di frontiera con paesi non UE dove il costo delle sigarette è sei volte minore. Secondo l'Interpol il traffico di tabacchi è legato quasi sempre a quello della droga, armi, e persone.

## Altri tipi di contrabbando

### Merci
Gran parte del contrabbando avviene quando commercianti intraprendenti tentano di soddisfare la domanda di un bene o di un servizio illegale o fortemente tassato. Di conseguenza, il traffico illegale di droga e il contrabbando di armi (commercio illegale di armi), così come gli storici generi di base del contrabbando, alcol (rum-running) e tabacco, sono molto diffusi. Poiché il contrabbandiere corre un rischio significativo di sanzioni civili e penali se sorpreso a delinquere, è in grado di imporre un significativo sovrapprezzo sulle merci di contrabbando. I profitti derivanti dal contrabbando di merci sembrano essere ingenti. La ferrea legge del proibizionismo impone che una maggiore applicazione delle norme si traduca in un contrabbando di alcol e droghe più potenti.
I profitti derivano anche dall’evitare tasse o prelievi sulle merci importate. Ad esempio, un contrabbandiere potrebbe acquistare una grande quantità di sigarette in un luogo con tasse basse e introdurle di nascosto in un luogo con tasse più elevate, dove possono essere vendute con un margine molto più elevato di quanto sarebbe altrimenti possibile. È stato riferito che il contrabbando di un camion di sigarette negli Stati Uniti può portare a un profitto di 2 milioni di dollari.
Nell'ottobre 2023, la polizia spagnola ha arrestato 11 persone coinvolte nel traffico di migranti nascosti in camion al confine marittimo di Algeciras, collegati a una rete che forniva documenti falsi. Nello stesso mese ha smantellato un’altra organizzazione criminale focalizzata sulla fornitura di documenti falsi ai migranti in Spagna, principalmente nel settore agricolo.

### Traffico di migranti
Per quanto riguarda il traffico di persone, si può fare una distinzione tra il traffico di persone come servizio a coloro che vogliono migrare illegalmente e la tratta involontaria di persone. Si stima che circa il 90% delle persone che hanno attraversato illegalmente il confine tra Messico e Stati Uniti abbiano pagato un trafficante per farle attraversare.
Il traffico di esseri umani può essere utilizzato per salvare una persona da circostanze oppressive. Ad esempio, quando gli Stati Uniti meridionali consentirono la schiavitù, molti schiavi si spostarono a nord tramite la Underground Railroad. Allo stesso modo, durante l'Olocausto, gli ebrei furono portati fuori dalla Germania di nascosto da persone come Algoth Niska.

### Traffico di esseri umani
La tratta di esseri umani – a volte chiamata tratta di uomini o, nel caso dei servizi sessuali, tratta a scopo sessuale – non è la stessa cosa del traffico di migranti. Un contrabbandiere faciliterà l'ingresso illegale in un paese dietro pagamento e, all'arrivo a destinazione, la persona trafficata è libera; la vittima della tratta viene costretta con minacce o altri modi coercitivi. Le vittime non accettano solitamente di essere trafficati illegalmente; vengono ingannate, attirate da false promesse o costretti a farlo. I trafficanti utilizzano tattiche coercitive tra cui l’inganno, la frode, l’intimidazione, l’isolamento, le minacce fisiche e l’uso della forza, la schiavitù per debiti o persino l’assunzione forzata di droghe per controllare le loro vittime.
Mentre la maggior parte delle vittime sono donne, e talvolta bambini, ci sono anche casi di uomini costretti a lavorare in condizioni disumane e/o a basso costo. A causa della natura illegale del traffico, la portata esatta non è nota. Un rapporto del governo statunitense pubblicato nel 2003 stima che ogni anno nel mondo siano 800.000-900.000 le persone vittime della tratta attraverso i confini. Questa cifra non include le vittime della tratta interna.

#### Traffico di bambini
Secondo uno studio condotto da Alternatives to Combat Child Labour Through Education and Sustainable Services in the Middle East and North Africa Region (ACCESS-MENA), il 30% dei bambini in età scolare che vivono nei villaggi di confine dello Yemen sono stati introdotti clandestinamente in Arabia Saudita. Il traffico di bambini viene comunemente definito "trasporto". I bambini contrabbandati rischiavano di subire abusi sessuali o addirittura di essere uccisi. La povertà è una delle ragioni alla base del traffico di bambini e alcuni vengono introdotti clandestinamente con il consenso dei genitori tramite "trasportatori". Circa il 50% delle persone oggetto di contrabbando sono bambini. Nelle Filippine, tra i 60.000 e i 100.000 bambini vengono trafficati per lavorare nell’industria del sesso.

#### Traffico di esseri umani e migrazione
Ogni anno, centinaia di migliaia di migranti vengono trasportati illegalmente da gruppi internazionali altamente organizzati di trafficanti e contrabbandieri, spesso in condizioni pericolose o disumane. Questo fenomeno è cresciuto negli anni 2020 poiché le persone dei paesi a basso reddito aspirano ad entrare nei paesi sviluppati in cerca di lavoro. Il traffico di migranti e la tratta di esseri umani sono due reati distinti e differiscono per alcuni aspetti fondamentali. Mentre per "traffico" si intende facilitare l'ingresso illegale di una persona in uno Stato, per "tratta" è incluso un elemento di sfruttamento.
Il trafficante mantiene il controllo sul migrante – attraverso la forza, la frode o la coercizione – tipicamente nell’industria del sesso, attraverso il lavoro forzato o altre pratiche simili alla schiavitù. La tratta viola il concetto di diritti umani fondamentali. La stragrande maggioranza delle vittime della tratta sono donne e bambini. Queste vittime sono merci in un’industria globale multimiliardaria. Le organizzazioni criminali scelgono di traffico di esseri umani perché, a differenza di altri beni, le persone possono essere utilizzate ripetutamente e perché il traffico richiede poco in termini di investimento di capitale.
Il contrabbando sta inoltre raccogliendo enormi dividendi finanziari ai gruppi criminali che impongono ai migranti compensi ingenti per i loro servizi. Rapporti di intelligence hanno notato che i trafficanti di droga e altre organizzazioni criminali stanno passando ai carichi umani per ottenere maggiori profitti con meno rischi.
È riconosciuto che il traffico di esseri umani è un fenomeno globale in crescita. Si tratta di un crimine transnazionale. L’instabilità economica sembra essere la ragione principale del movimento migratorio illegale in tutto il mondo. Tuttavia, molti migranti volontari intraprendono il pericoloso viaggio verso il paese di destinazione con organizzazioni criminali specializzate nel traffico di esseri umani, che organizzano tutto il necessario per il trasporto, ma a caro prezzo.
Molto spesso le condizioni di viaggio sono disumane: i migranti sono sovraffollati su camion o barche e sono frequenti gli incidenti mortali. Dopo l’arrivo nel paese di destinazione, il loro status illegale li mette alla mercé dei trafficanti, che spesso costringono i migranti a lavorare per anni nel mercato del lavoro illegale per ripagare i debiti contratti a seguito del loro trasporto.

### Fauna selvatica

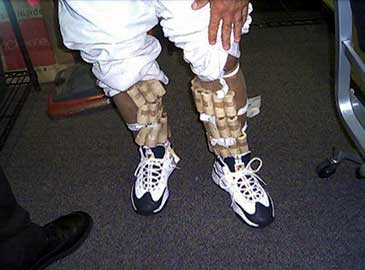
Un contrabbandiere di uccelli rari arrestato dalla U.S. Customs and Border Protection al confine degli Stati Uniti.

Il contrabbando di animali selvatici è il risultato della domanda di specie esotiche e della natura redditizia del commercio. La CITES (Convenzione sul commercio internazionale delle specie minacciate di estinzione) regola il movimento della fauna selvatica in via di estinzione attraverso i confini politici.

## Economia del contrabbando

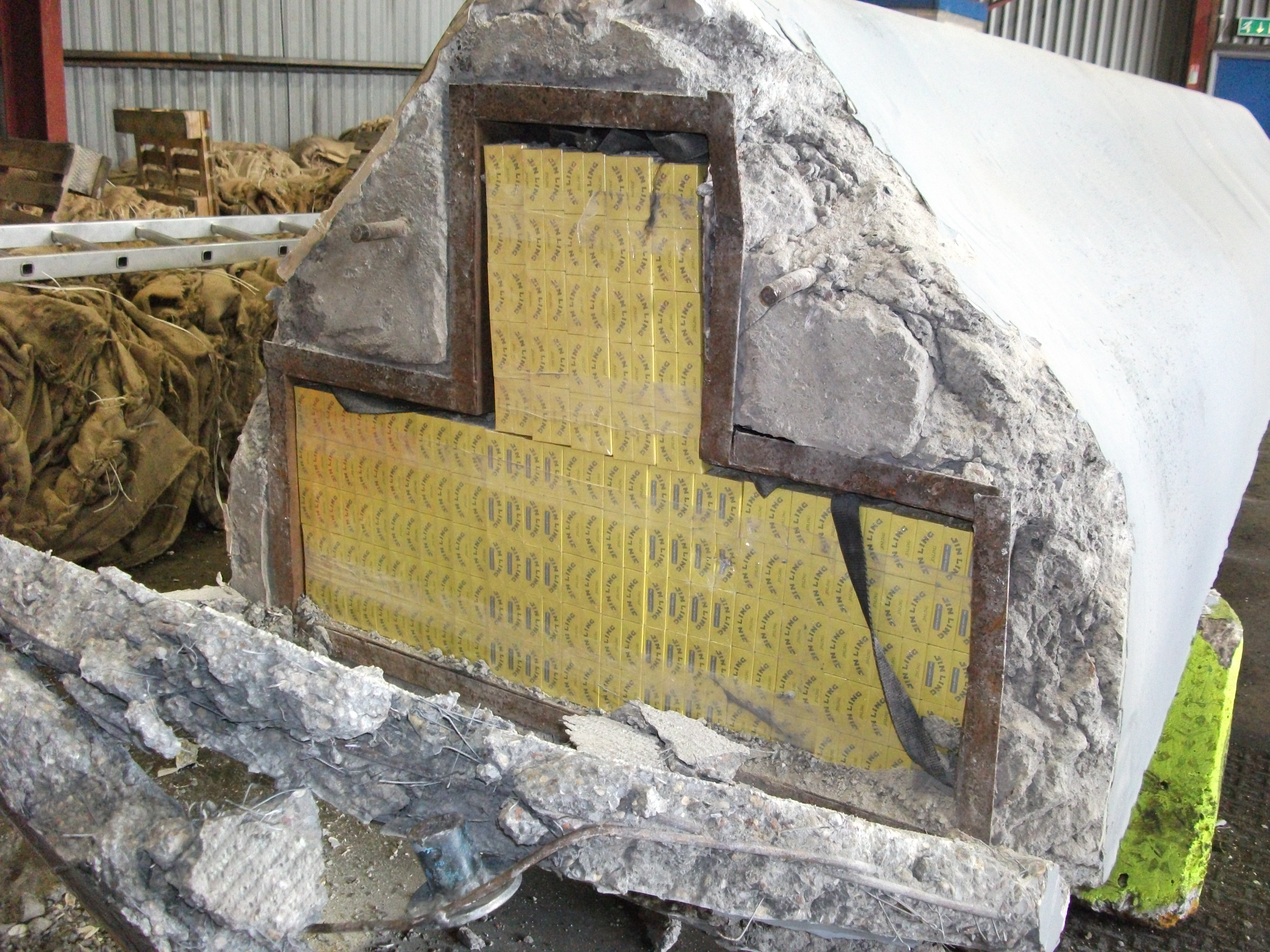
La UK Border Agency ha trovato oltre un milione di sigarette Jing Ling nascoste all'interno di blocchi di cemento durante una perquisizione avvenuta il 27 ottobre 2010.

La ricerca sul contrabbando come fenomeno economico è scarsa. Jagdish Bhagwati e Bent Hansen avanzarono per primi una teoria del contrabbando in cui vedevano esso essenzialmente come un'attività economica sostitutiva delle importazioni. La loro considerazione principale, tuttavia, riguardava le implicazioni del contrabbando in termini di benessere. Contrariamente alla credenza comune secondo cui il settore privato è più efficiente di quello pubblico, hanno dimostrato che il contrabbando potrebbe non migliorare il benessere sociale, sebbene possa dirottare risorse dai governi al settore privato.
Al contrario, Faizul Latif Chowdhury (un economista, scrittore, diplomatico e direttore generale del Museo Nazionale del Bangladesh) nel 1999, ha suggerito un modello di contrabbando di sostituzione della produzione in cui la disparità di prezzo dovuta al costo di fornitura, alle imposte sui consumi interni e ai dazi sulle importazioni è di fondamentale importanza come incentivo al contrabbando. Chowdhury ha suggerito che, in Bangladesh, il contrabbando di sigarette ha ridotto il livello della produzione nazionale interna, che è soggetta all'imposta sul valore aggiunto (IVA) e ad altre imposte sui consumi. La riduzione delle tasse nazionali consente al produttore locale di fornire la merce a un costo inferiore e di ridurre la disparità di prezzo che incoraggia il contrabbando.
Tuttavia, Chowdhury ha suggerito che esiste un limite oltre il quale la riduzione delle tasse nazionali sulla produzione non può conferire un vantaggio competitivo rispetto alle sigarette di contrabbando. Pertanto, il governo deve potenziare la propria azione anti-contrabbando in modo che i sequestri (entrata in possesso di persone o proprietà tramite procedimenti legali) possano aumentare i costi del contrabbando e quindi renderlo non competitivo. In particolare, Chowdhury ha modellato il rapporto tra il contrabbandiere e il produttore locale come un rapporto di duopolio antagonista.
D’altro canto, una ricerca condotta da Tat Chee Tsui nel 2016 suggerisce che, anche se l’aumento delle imposte sulle sigarette può incoraggiare il contrabbando, il consumo totale di sigarette continua a diminuire perché anche il prezzo dei beni illeciti, come sostituti delle sigarette tassate, aumenta a causa dell’aliquota fiscale più elevata.
Una visione economica vede il contrabbando come una lotta al monopolio, una sfida alle restrizioni o alle tasse sul commercio sponsorizzate dallo Stato.

## Metodi

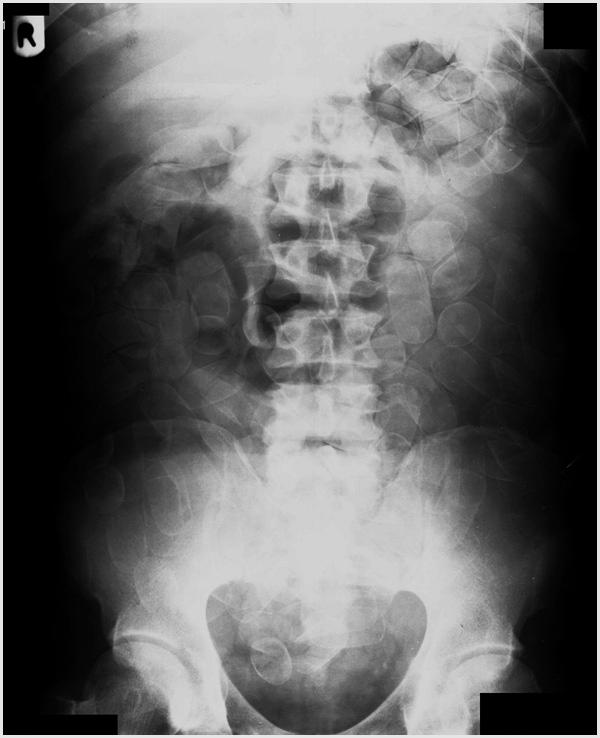
Radiografia di un addome pieno di cocaina.

Nel contrabbando, l'occultamento può comportare l'atto di nascondere la merce negli indumenti, nei bagagli o all'interno di una cavità corporea. Alcuni contrabbandieri nascondono l'intero veicolo di trasporto o la nave utilizzata per portare gli oggetti in un'area precisa. Evitano i controlli alle frontiere, ad esempio tramite piccole navi, aerei privati, attraverso rotte di contrabbando via terra, tunnel di contrabbando e persino piccoli sommergibili. Ciò vale anche per l'attraversamento illegale della frontiera, per l'immigrazione clandestina o l'emigrazione clandestina. In molte parti del mondo, in particolare nel Golfo del Messico, la nave preferita dai contrabbandieri è la go-fast boat.
Molti i trafficanti volano con compagnie aeree di linea regolari. Ogni anno un gran numero di sospetti trafficanti vengono catturati dalle dogane di tutto il mondo. Merci e persone vengono anche contrabbandate attraverso i mari nascoste in container e via terra nascoste in automobili, camion e treni. Un argomento correlato è il passaggio illegale di un confine come clandestino. L'elevato livello di dazi imposti su alcol e tabacco in Gran Bretagna ha portato al contrabbando su larga scala dalla Francia al Regno Unito attraverso il tunnel della Manica. La combinazione di corruzione riconosciuta alla frontiera e tariffe di importazione elevate ha portato i trafficanti negli anni '70 e '80 a trasportare apparecchiature elettroniche come stereo e televisori su aerei cargo da un paese a piste di atterraggio clandestine in un altro, eludendo così gli incontri alla frontiera tra paesi.
Per oltrepassare illegalmente una frontiera, un altro metodo è quello di utilizzare un passaporto falso (completamente falso, o cambiato illegalmente, o il passaporto di un sosia).
Ai posti di controllo di frontiera, in particolare per la spedizione di merci, gli agenti di frontiera devono ispezionare le merci per rilevare l'eventuale presenza di merci di contrabbando e illegali. Tuttavia, a causa del cosiddetto Gridlock (ossia la congestione stradale, che con troppi controlli aumenterebbe fino a creare ingorghi, disagi e rallentamenti), in tutto il mondo è previsto un massimo del 5% di ispezioni per stiva. Poiché un'ispezione adeguata e completa può richiedere dalle quattro alle sei ore, le principali rotte commerciali globali come Singapore offrono grandi opportunità sia ai contrabbandieri che ai commercianti. Come sostiene il principale funzionario doganale di Città del Capo, se un porto di spedizione fermasse e ispezionasse ogni nave, ciò causerebbe un blocco totale della rete marittima, che è uno stallo commerciale, che è anche uno stallo economico. Dichiarando in modo insufficiente e presentando false dichiarazioni, anche le merci più sorprendenti sono una pratica comune durante il contrabbando. Ciò che la cultura popolare non comunica è che le droghe e le armi illegali non sono la rovina dei doganieri e la minaccia ultima per la loro economia. In realtà, gli articoli più comunemente contrabbandati sono oggetti di uso quotidiano che si ritiene comuni e quindi causano maggiori perdite di entrate fiscali. Un agente marittimo anonimo ha affermato che il contrabbando diventa una seconda natura per gli uomini d'affari, che prendono i prodotti finiti e li travisano per offrire la tariffa più economica possibile. Ciò di cui la maggior parte delle persone non si rende conto è che i media e la cultura popolare si concentrano sulle organizzazioni criminali come principali trafficanti, ma in realtà le imprese legittime (ossia legalmente operanti e registrate) sono i maggiori colpevoli. Incorporando la loro etichetta su merci o prodotti, lasciano bias nei confronti delle loro merci poiché i media popolari li descrivono come affidabili. Il contrabbando, tuttavia, è prodotto attraverso la cultura stessa del settore marittimo ed è influenzato da tariffe e tasse istituzionalizzate in tutto il mondo.
L’esistenza della modalità di contrabbando Multi-Consignment Contraband (MCC) (traffico di due o più tipologie diverse di contrabbando come droga e clandestini o droga e armi contemporaneamente) è stata verificata a seguito del completamento di uno studio che ha rilevato 16 casi documentati di contrabbandieri che trasportano più di un tipo di contrabbando nella stessa spedizione. Le spedizioni MCC erano spesso associate alle organizzazioni di contrabbando di Fase II e Fase III.

### Utilizzo degli animali
Oltre ai corrieri umani, è noto che i contrabbandieri trasportano merci illecite utilizzando animali addestrati. Un vantaggio per i trafficanti che utilizzano animali è che, a differenza dei corrieri umani, che potrebbero produrre prove contro i contrabbandieri se catturati (ad esempio testimoniando in tribunale), un corriere animale, se sorpreso con materiale di contrabbando addosso, non sarebbe in grado di fornire alcuna informazione verbale alle autorità.

#### Cani
Un modo in cui i contrabbandieri a volte utilizzano gli animali per trasportare il contrabbando è attraverso l'uso dei cani. Spesso è noto che i contrabbandieri legano la droga sul dorso dei cani e poi li usano come animali da soma per trasportare il contrabbando attraverso ulteriori distanze e/o oltre confine.

#### Gatti
Un altro modo utilizzato dai contrabbandieri per trasportare il contrabbando in più occasioni sono i gatti. Di solito i gatti vengono utilizzati per introdurre di nascosto la droga nelle carceri, dove le bande carcerarie possono poi venderla ad altri detenuti. Spesso un contrabbandiere esterno attacca piccole quantità di droga a un gatto che viene poi attirato all'interno della prigione dai detenuti con cibo per gatti, oppure l'animale potrebbe essere addestrato a entrare nella prigione. Oltre alla droga, i gatti sono stati utilizzati anche per contrabbandare in prigione altri tipi di merci come cellulari, utensili, batterie e caricabatterie per telefoni. Il motivo per cui i gatti possono essere buoni corrieri della droga è dovuto al fatto che i felini sono animali naturalmente furtivi e perché le guardie carcerarie hanno spesso meno probabilità di sospettare che un gatto possa essere oggetto di contrabbando.

#### Uccelli
A volte i contrabbandieri hanno utilizzato anche piccioni viaggiatori per trasportare il contrabbando per via aerea. Essi sono stati utilizzati per contrabbandare droga nelle carceri e oltre confine e anche per trasportare cellulari e carte SIM nelle carceri. Il motivo per cui i piccioni sono stati utili ai contrabbandieri è che possono volare per lunghe distanze e perché di solito è improbabile che gli uccelli suscitino molti sospetti da parte delle autorità, dato che sono molto diffusi e comunemente osservati, sia nelle zone rurali che in quelle urbane.

#### Bestiame
È noto che i contrabbandieri utilizzano anche il bestiame. Un esempio è l'uso di cavalli, asini, muli e pony. I trafficanti spesso legano le merci illecite alla sella dei cavalli da soma, in modo che l'animale possa trasportare più carichi di contrabbando su terreni più lontani e/o più accidentati rispetto a un corriere umano. Oltre ad utilizzare i cavalli da soma, è noto che i trafficanti trasportano merci di contrabbando anche con l'uso di veicoli trainati dai cavalli stessi. Inoltre ci sono anche animali che i contrabbandieri utilizzano come corrieri di droga; in questi casi agli animali vengono fatte ingoiare le droghe (ad esempio conservate in piccoli contenitori di vetro o plastica) o impiantate chirurgicamente all'interno del corpo prima che vengano portati in un'altra destinazione, in un secondo momento. Quando gli animali vengono macellati, le droghe sono poi rimosse e cedute alla clientela. Uno di questi esempi è l'uso di tori e altri bovini. Essi sono utilizzati come "corrieri" per trasportare merci di contrabbando in diversi modi, spesso inserendo le droghe nel corpo del toro, per essere rimosse in un secondo momento dopo la macellazione. Un altro animale utilizzato dai trafficanti come corriere è la capra, da cui prelevano la droga dopo l'abbattimento in mattatoio. Altri animali utilizzati dai contrabbandieri per il trasporto di droghe sono le pecore. Spesso, i trafficanti attaccano la droga alla lana delle pecore oppure la inseriscono all'interno di esse per essere rimosse in un secondo momento dopo la macellazione. Il tipo di bestiame e/o animali da soma utilizzati dalla criminalità organizzata per trasportare il contrabbando dipende spesso dalla disponibilità e dalla regione. Ad esempio, in alcune parti del Sud America, i trafficanti hanno utilizzato i lama come animali da soma per trasportare la droga su terreni accidentati e/o oltre confine. In alcune parti dell'Asia, gli elefanti sono stati utilizzati come animali da soma per trasportare grandi quantità di droghe attraverso aree selvagge e/o oltre confine. Nei paesi del Medio Oriente, è noto che i contrabbandieri utilizzano anche i cammelli come animali da soma per trasportare la droga su distanze maggiori e/o oltre confine.

## Definizione giuridica
Nella percezione popolare il contrabbando è sinonimo di commercio illegale. Anche gli studiosi di scienze sociali hanno frainteso il contrabbando come commercio illegale. Sebbene i due abbiano effettivamente obiettivi identici, vale a dire l'evasione fiscale e l'importazione di articoli di contrabbando, le loro funzioni di domanda e di costo sono del tutto diverse e richiedono un quadro analitico diverso. Di conseguenza, il commercio illegale attraverso le stazioni doganali è considerato diversamente e il contrabbando è definito come commercio internazionale attraverso un "percorso non autorizzato". Un porto marittimo, aeroportuale o terrestre che non è stato autorizzato dal governo per l'importazione e l'esportazione è una "rotta non autorizzata". La definizione legale di questi si trova nella legge doganale del paese. In particolare, alcune definizioni definiscono come contrabbando qualsiasi traffico “non dichiarato” di valuta e metalli preziosi. Il contrabbando è un reato conoscibile in cui sono punibili sia le merci contrabbandate che le merci stesse.